# Bodiluddelingen 2002
Bodiluddelingen 2002 blev afholdt den 3. marts 2002 i Imperial i København og markerede den 55. gang at Bodilprisen blev uddelt.
Ole Christian Madsens En kærlighedshistorie og Gert Fredholms At klappe med én hånd var uddelingens vindere, da begge film modtog to priser hver for henholdsvis bedste danske film og bedste kvindelige hovedrolle, og bedste mandlige hovedrolle og bedste kvindelige birolle. Mange undrede sig over at Bille Augusts En sang for Martin var at finde blandt de nominerede til bedste danske film, da filmen foregik på svensk med et svensk cast og ligeledes var nomineret til de svenske filmpriser, men ifølge Bodilkomitéens pointsystem, som bruges til at bedømme, hvorvidt en film kan klassificeres som dansk, bestod filmen prøven. Det blev bedømt at siden danske August er manuskriptforfatter såvel som instruktør, ligesom at filmens hovedproducent er dansk, så kunnes filmen opfattes som dansk, uanset at dens forlæg, skuespillere og sprog var svensk.

## Vindere
| Bedste mandlige hovedrolle | Bedste kvindelige hovedrolle |
| --- | --- |
| - Jens Okking for At klappe med én hånd - Lars Mikkelsen for En kærlighedshistorie - Nikolaj Lie Kaas for Et rigtigt menneske - Sven Wollter for En sang for Martin - Troels Lyby for En kort en lang                                       | - Stine Stengade for En kærlighedshistorie - Charlotte Munck for En kort, en lang - Sidse Babett Knudsen for Monas verden - Viveka Seldahl for En sang for Martin                                    |
| Bedste mandlige birolle | Bedste kvindelige birolle |
| - Tommy Kenter for Fukssvansen - Troels II Munk for Et rigtigt menneske | - Susanne Juhasz for At klappe med én hånd - Birthe Neumann for Fukssvansen |
| Bedste danske film | Bedste amerikanske film |
| - En kærlighedshistorie af Ole Christian Madsen - At klappe med én hånd af Gert Fredholm - En sang for Martin af Bille August - Et rigtigt menneske af Åke Sandgren - Family af Sami Saif og Phie Ambo                                      | - Ringenes herre - Eventyret om Ringen af Peter Jackson - The Pledge af Sean Penn - Shrek af Andrew Adamson og Vicky Jenson - Traffic af Steven Soderbergh - You Can Count On Me af Kenneth Lonergan |
| Bedste ikke-amerikanske film | Bedste dokumentarfilm |
| - Sange fra anden sal af Roy Andersson (Sverige) - Cirklen af Jafar Panahi (Iran) - In the Mood for Love af Wong Kar-Wai (Hong Kong) - Love is a Bitch af Alejandro González Iñárritu (Mexico) - Moulin Rouge! af Baz Luhrmann (Australien) | - ikke uddelt |

## Øvrige priser

### Æres-Bodil
- Morten Piil og Peter Schepelern for deres mangeårige bidrag til dansk filmlitteratur.